# North American Football Union
De North American Football Union, der ofte omtales som akronym NAFU, skal regionen union anerkendt og godkendt af CONCACAF til det Nordamerikanske Zone.

## Llande
- Canada (CSA)
- Mexico (FEMEXFUT)
- USA (USSF)

Den 4. nordamerikanske medlem,  Bermuda BFA, som i øjeblikket er en CFU medlem.

## Turneringer

### Landshold
De tre hold altid er kvalificeret til den endelige fase af CONCACAF Gold Cup, så der er ingen kvalificerende turnering for denne zone i modsætning til turneringer for UNCAF og CFU. Men som medlemmer af CONCACAF var der to turneringer tidligere til Gold Cup.
- 1990 Nordamerikanske Nationer Kop[2]
- 1991 Nordamerikanske Nationer Kop[3]

### Klubhold
Der er en klub turnering mellem to Nordamerikanske Zone ligaer, mens det er en officiel turnering, der ikke er inddelt ved CONCACAF, dog sådan konkurrence er godkendt af konføderation.
- North American SuperLiga (USA/Canada og Mexico)

## Ekstern kilde/henvisning
- CONCACAFs officielle hjemmeside